# 南部連邦大学
南部連邦大学（なんぶれんぽうだいかく、ロシア語: Ю́жный федера́льный университе́т、略称：ロシア語: ЮФУユーエフウー）は、ロシア連邦南部連邦管区ロストフ州のロストフ・ナ・ドヌにある連邦大学で、同じロストフ州のタガンログに分校がある。

## 概要

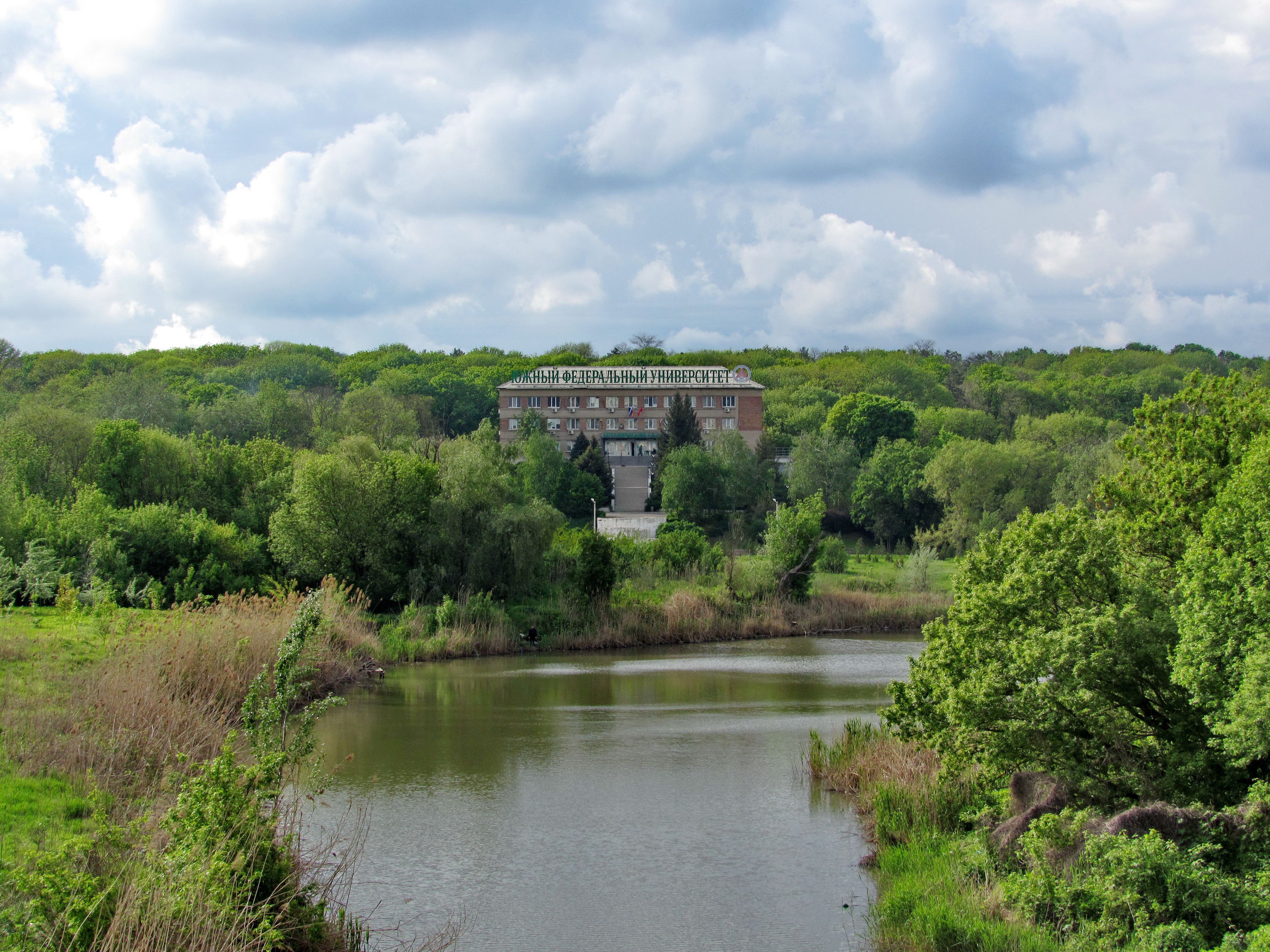
ロストフ・ナ・ドヌの北郊外にある南部連邦大学植物園

南部連邦大学は2006年に、ロストフ国立大学（РГУ、1957–2006年）にタガンログ無線技術大学（ТГРУ、1952-2006年）、ロストフ国立師範大学（РГПУ、1931-2006年）、ロストフ建築デザイン国立アカデミー（1988-2006年）が合併して、連邦大学として設立された。
ロストフ国立大学は、もともとは1817年にアレクサンドル1世ロシア皇帝によって開かれたワルシャワ帝国大学（ИВУ、後にワルシャワ大学）で、20世紀になった1915年に第一次世界大戦のためにロシア南部へ避難して、1917年からはロシア臨時政府によってドンスコイ大学と呼ばれた。その後この地方が白軍の時代を経て、1920年には赤軍が進駐した。1925年には北カフカース国立大学となり、1957年にはロストフ国立大学と改名している。
2010年現在、南部連邦大学は教師陣は4,227名、学生数は44,889名をかかえている。

## 参照項目
- 連邦大学 (ロシア)